# Laurent Fétis (écrivain)
Pour les articles homonymes, voir Fétis.
Laurent Fétis est un écrivain français né le 22 juin 1970 à Orléans. Il a la particularité d'être le plus jeune auteur à avoir été publié au Fleuve noir, à l'âge de 18 ans et à la Série noire à l'âge de 22 ans.

## Biographie
Nourri à la science-fiction et aux polars anglo-saxons dès son plus jeune âge, il publie son premier roman (gore) à 18 ans sous le pseudonyme de Brain Splash. Diplômé d'un BTS action commerciale, il exerce divers métiers le jour et passe ses nuits à écrire des horreurs ou à danser. Son premier roman noir, Le Mal du double-bang, paraît en 1992 à la Série noire. Véritable révélation, il en publie trois autres en cinq ans avant de laisser tomber la plume pour ne revenir qu'en 2006.

### Romans
- La Cervelle contre les murs, sous le pseudonyme de Brain Splash  (Fleuve noir « Gore » no 100, 1989 ; réédition au format numérique, FeniXX, 2015).
- Le Mal du double-bang (Série noire no 2305, 1992, 327 p. (Baleine noire ; 2305), janvier 2010.  (ISBN 978-2-84219-469-7) ;
- Le Chien froid (Série noire no 2328, 1993) ;
- Magna Mater (Fleuve noir « Angoisses » no 8, 1994) ;
- Innocent X (Série noire no 2375, 1995) ;
- Puzzle (Série noire no 2451, 1997) ;
- L’Aorte sauvage (Éditions Baleine no 82 « Poulpe », 1997) ;
- Salade de rotules (L’Aube « Moulard » no 4, 2000) ;
- Industrielle Romance (Après la lune « Lunes blafardes » no 5, 2006).
- Le Lit de béton (Éditions Baleine « Baleine noire », 2007)
- Un grand bruit blanc. Perpignan : Mare nostrum, mai 2007, 140 p. (Polar rock ; 2).  (ISBN 978-2-908476-54-5)
- Le Cœur inachevé (vol. 1) : Brouillard global. L'@telier de presse, 2008
- Le Tacot d'Elsa Lambiek (La Branche, Suite noire no 27, 2008)
- Nocturne pour instruments divers. Triel-sur-Seine : Asgard, févr. 2011, 449 p. (Zones d'ombre).   (ISBN 978-2-919140-04-6)
- Le Papillon noir sur la lunette arrière du taxi. Paris : Après la lune, mai 2011, 280 p. (Lunes blafardes ; no 21).  (ISBN 978-2-35227-059-1)
- Lignes de nuit, vol. 1 : Maraudeur. Triel-sur-Seine : Lokomodo, coll. "Zone d'ombres" n° 7, juillet 2013, 378 p.  (ISBN 978-2-35900-164-8)
- Lignes de nuit, vol. 2 : Terminus Est. Triel-sur-Seine : Lokomodo, coll. "Zone d'ombres" n° 7, août 2014, 300 p.  (ISBN 978-2-35900-192-1)
- Nocturnes. Chambéry : ActuSF, coll. "Hélios. Noir", mars 2016, 435 p.  (ISBN 978-2-36629-804-8)
- Guerre en Enfer (suite de Le Lit de béton) (Éditions Baleine « Baleine noire », annoncé à paraître, non paru)

### Novellas
- La Main en sucre (Rennes : Association « Oh, la vache », 1994, ill. de Tanitoc) ;
- Noces de bois (Treize étrange « Noirs desseins » 1997, ill. de Marc Liziano).

### Nouvelles
- En bas pour le comte (1er Prix de la revue L’Encrier renversé) ;
- Elwis et moi (dans Alpha, Antarès, mars 1991, 2e prix du concours de nouvelles S.F, Mellonta IV) ;
- Les Résidus (3e Prix de nouvelle CROUS - Région Bretagne) ;
- Cinq pas dans la cité des anges (dans Globe Hebdo no 24) ;
- Le Labyrinthe de Pandora (dans Tempête sous un crâne) ;
- Totem (dans Tempête sous un crâne) ;
- Johnny Heatseaker (dans le recueil Les Nouveaux Cahiers de l’Adour) ;
- La Sale Histoire (dans le recueil Contes à rebours, n° spécial « Fureur de lire », Association les Amis de Kilgore Trout, oct. 1991) ;
- La Boîte rouge (dans le recueil Contes à rebours, Association les Amis de Kilgore Trout, 1991) ;
- Des anges bizarres (dans le recueil Contes à rebours, Association les Amis de Kilgore Trout, 1992) ;
- Looser cop (dans le recueil Subespace, suppl. à Planète à vendre, 04-05/1992) ;
- L'Étoile éclatée (dans le recueil Planète à vendre no 11, juin 1992)
- Roosie sous la lune (dans le recueil Brèves, été 1993) ;
- Liquidation totale : voici les grandes soldes des étudiants diplômés (dans Globe Hebdo no 59, 23-29/03/1994) ;
- Jésus Crapaud (dans Drunk n° hors série : « Les Noces de Canaille », mai 1994) ;
- Brain Tattoo (dans Fin de siècle no 1, juin 1994) ;
- Night Cab : il y a des métiers de nuit très dangereux (dans Nouvelles nuits no 9, févr. 1995) ;
- Les 190 doigts du Docteur Santospirito (dans le recueil Noces d’or, Série noire hors série, avril 1995) ;
- Main gauche (Romance) (dans Dernier Aperçu avant impression no 2, automne 1997) ;
- Le Matin en embrassant une chatte morte (dans L’Œil électrique no 4, 15/10-15/12/1998) ;
- Cheval de feutre (dans Haras, Lamballe : Association Fureur du Noir, 1999) ;
- Inventaire quadragénaire : The Future is War Alec Empire (dans le recueil 22 mars 2000 c'est un bon jour pour Gabriel, Baleine no 186 « Poulpe », 2000) ;
- Ouvert la nuit (dans Ligne Noire no 10, septembre 2000) ;
- Fenêtres sur corps (dans Ligne noire n° spécial « Festival 2000 ». St-Jean-de-Braye : Association Horizons Noirs, 2000) ;
- Trancers (dans Rock Stars, Nestiveqnen Éditions « Fractales SF », 2003).
- Grapeface (dans Ligne Noire no 15-16, automne-hiver 2003)
- Quelques centimètres au Sud (dans Ligne Noire spécial concours, 2003)
- Tao-Tie, ill. Alexis Saint-Augustin. Black Mamba : la revue des Pulp littératures, Éd. Céléophaïs, été 2008, no 11, p. 27-33.  (ISBN 978-2-35477-009-9)